# Furta
Furta là một thị trấn thuộc hạt Hajdú-Bihar, Hungary. Thị trấn này có diện tích 42,85 km², dân số năm 2010 là 1155 người, mật độ 27 người/km².